# یوی، شیزوئوکا
یوی، شیزوئوکا (به لاتین: Yui, Shizuoka) یک منطقهٔ مسکونی در ژاپن است که در ناحیه چوبو واقع شده‌است. یوی ۹٬۰۸۵ نفر جمعیت دارد.